# سفارة كوريا الجنوبية في أستراليا
سفارة كوريا الجنوبية في أستراليا هي أرفع تمثيل دبلوماسي لدولة كوريا الجنوبية لدى أستراليا. تقع السفارة في كانبرا وهي تهدف لتعزيز المصالح الكورية جنوبية في أستراليا.

## وصلات خارجية
- قائمة سفارات كوريا الجنوبية
- قائمة السفارات في أستراليا